# 奧克利 (特拉華州)
奧克利（英語：Oakley）是位於美國特拉華州蘇塞克斯縣的一個非建制地區。該地的面積和人口皆未知。

## 地理
奧克利的座標為38°48′23″N 75°29′20″W / 38.80639°N 75.48889°W，而該地的平均海拔高度為15米（即49英尺）。